# Per Tærsbøl
Per Tærsbøl (født 15. juli 1940 i Slagelse), borgmester i Helsingør Kommune 1994-2009, MFer 1990-1994, og nuværende medlem af kommunalbestyrelsen i samme kommune samt medlem af regionsrådet i Region Hovedstaden, valgt for Konservative.

## Liv og karriere
Tærsbøl er udlært isenkræmmer og drev gennem mange år en isenkramforretning i Espergærde sammen med sin hustru. I dag ejer han værtshuset 'Poppen' i Espergærde Centret. Han er desuden løjtnant af reserven.
I 1974 blev han valgt til Helsingør Byråd, og var viceborgmester 1982-1986. Han sad i Folketinget fra 1990-1994. Da Tærsbøl stillede op til folketingsvalg, fik han så stor personlig opbakning, at ikke blot blev han valgt, men Helsingør-kredsen var den eneste i hele landet, hvor Det konservative Folkeparti havde massiv fremgang ved det valg. Ikke mindst i hjembyen Espergærde høstede Tærsbøl massiv opbakning. 1994 blev han borgmester i Helsingør kommune – som den første borgerlige politiker siden 1919. Fra 2001 til 2005 var han desuden medlem af Frederiksborg Amtsråd. Ved det første regionsrådsvalg i 2005 blev han valgt i den nyoprettede Region Hovedstaden.
Tærsbøl har ofte markeret sig i medierne med sine markante holdninger. Som folketingsmedlem gjorde han i 1991 op med partiets forsøg på at tie Tamilsagen ihjel, og forsøgte at få partiet til at forholde sig til det ulovlige stop for tamilers familiesammenføringer, men blev sat på plads af ledelsen. Da han i 2001 blev valgt til Københavns Amt forhindrede han, at partifællen Ove C. Alminde blev amtsborgmester ved at støtte den siddende amtsborgmester, Lars Løkke Rasmussen (V). Efterfølgende beskyldte partiets amtsformand Tærsbøl for at have optrådt illoyalt. I 2006 foreslog han at bryde skattestoppet, fordi der manglede 40 mio. kr. i kommunekassen.
I forbindelse med konstitueringen efter kommunalvalget 2009 pegede et flertal fra den socialistiske fløj på Venstre-manden Johannes Hecht Nielsen som borgmester – stik imod den tårnhøje personlige opbakning til Tærsbøl blandt kommunens borgerligere vælgere, og Tærsbøl fratrådte således med udgangen af 2009 borgmesterposten efter at havde bestridt den i 15 år.
Borgmesterskiftet fik mange kommentarer, blandt andet denne:
"Det lykkedes Socialdemokraterne, SF og Enhedslisten at lokke en enkelt Venstre-politiker, Johannes Hecht-Nielsen, til at springe fra den aftale, som Venstre havde indgået med De Konservative, Dansk Folkeparti og en lokalliste. Til gengæld fik Hecht-Nielsen borgmesterposten – med det smallest mulige flertal, 13 mandater mod 12.
Umiddelbart efter valget den 17. november var det den socialdemokratiske Henrik Møller, som kunne kalde sig borgmester. Hans parti havde indgået en aftale med SF og Dansk Folkeparti, som gav borgmesterposten til Møller. Få timer senere brød Dansk Folkeparti dog den aftale og gik tilbage til de faste samarbejdspartnere hos De Konservative og Venstre. De borgerlige partier kunne så med støtte fra en lokalliste samle mandater nok til, at Per Tærsbøl bevarede borgmesterposten; altså lige til mandag (07/12/09) eftermiddag.
Som eftermæle for “Per Træsko” (Per Tærsbøl) skal dog adderes, at otte ud af de 25 mandater er Konservative, der stadig er størst i byrådet, samt at Tærsbøl fortsat var kommunens klart største stemmesluger!"